# Pilea schimpfii
Pilea schimpfii là một loài thực vật thuộc họ Urticaceae. Đây là loài đặc hữu của các tỉnh Chimborazo, Napo, El Oro, và Carchi của Ecuador. Môi trường sống tự nhiên của chúng là rừng ẩm vùng đất thấp nhiệt đới hoặc cận nhiệt đới và vùng núi ẩm nhiệt đới hoặc cận nhiệt đới. Trong Thế chiến thứ hai, các mẫu cây được thu thập đã bị tiêu hủy tại phòng mẫu cây của Đức Berlin, Đức.